# Гохкеніґ
Гохкеніґ (нім. Hochkönig, переклад Вижній король) — найвища гора (головна вершина 2941 м над рівнем моря) в Берхтесгаденських Альпах, що є частиною Північних Вапнякових Альп, австрійського регіону федеральної землі Зальцбург, а також назва навколишньої гірської групи загало́м. Гохкеніґ, височіє над усіма горами в радіусі близько 34 кілометрів. Її перевершують лише Монблан, Великий Ґлокнер, Фінстерааргорн, Вільдшпітце та пік Берніна.

## Географічне місце Гохкеніґа

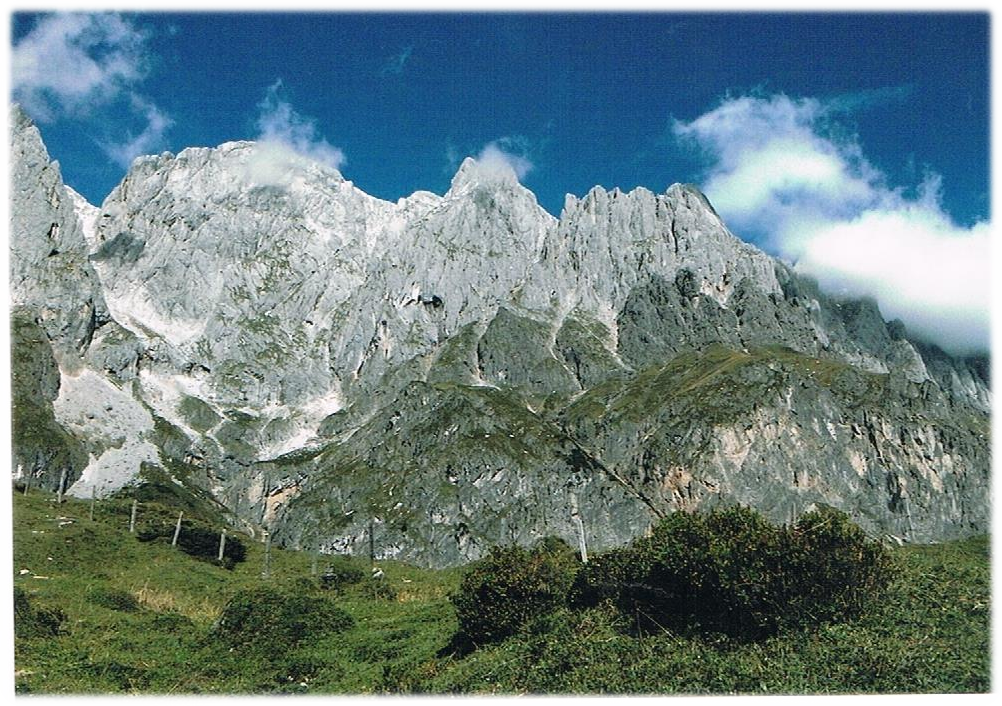
Гохкеніґ

Гохкеніґ розміщений на захід від міста Бішофсгофен, за 42 км на південь від міста Зальцбург. Гохкеніґ відокремлений від решти Берхтесгаденських Альп: від «кам'яного моря» (нім. Steinernes Meer) його відокремлює гірський перевал нім. «Torscharte» на висоті 2246 м. Сама вершина знаходиться на південному краї великого вапнякового плато, покритого льодовиком, відомим як «Übergosse Alm». Цей льодовик нині скорочується зі швидкістю 6,2 % за рік і, мабуть, повністю зникне найближчим часом. У масиві є складна віа феррата — «Королівський тирольский співак» (нім. Königsjodler).

## Геологія
У найвищих областях Гохкеніґа переважаючою породою є твердий дахштайнський (покрівельний, тонкошаровий) вапняк.